# Kalanchoe marnieriana
Kalanchoe marnieriana är en fetbladsväxtart som beskrevs av Hans Jacobsen. Kalanchoe marnieriana ingår i släktet Kalanchoe och familjen fetbladsväxter. Inga underarter finns listade i Catalogue of Life.

## Bilder

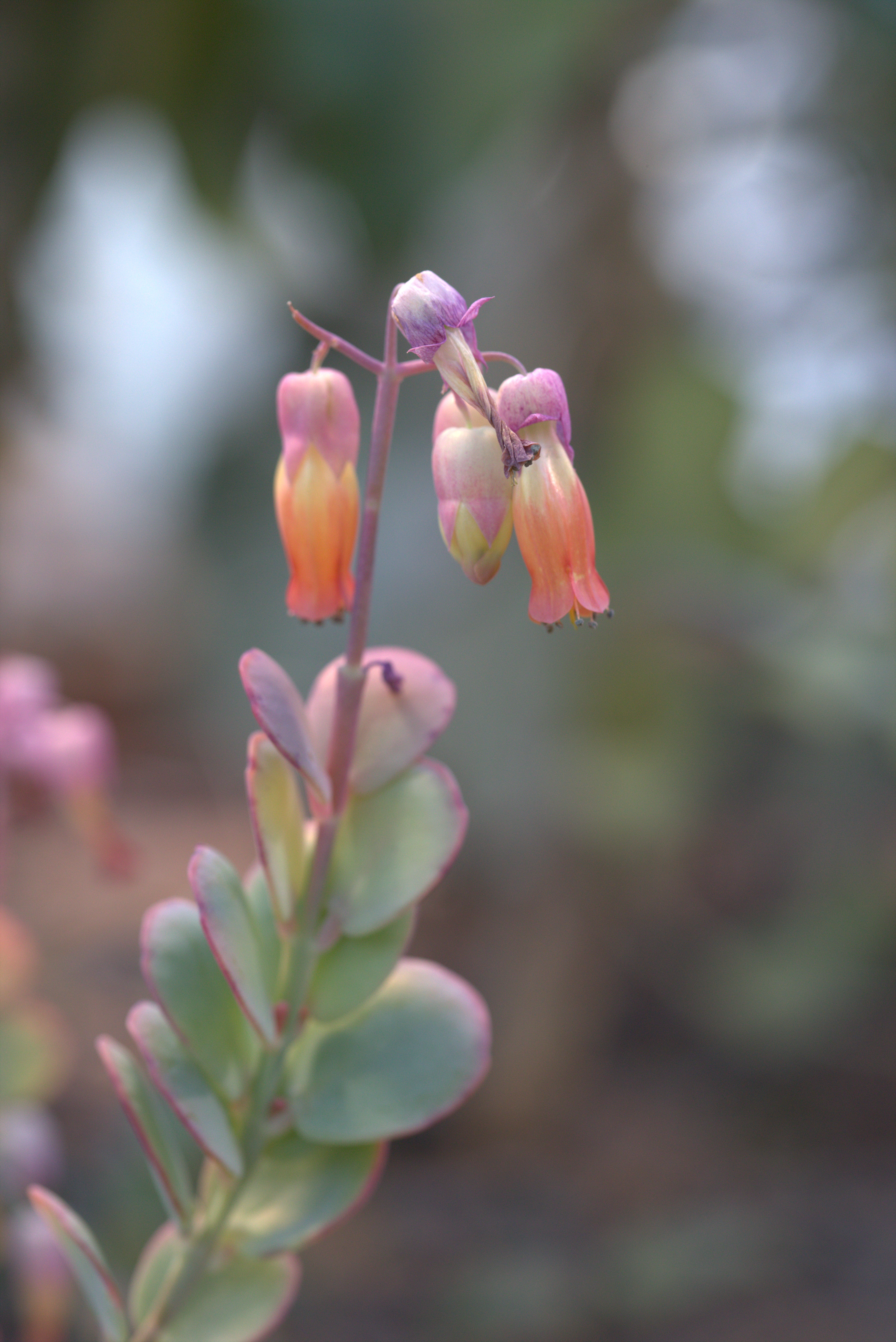
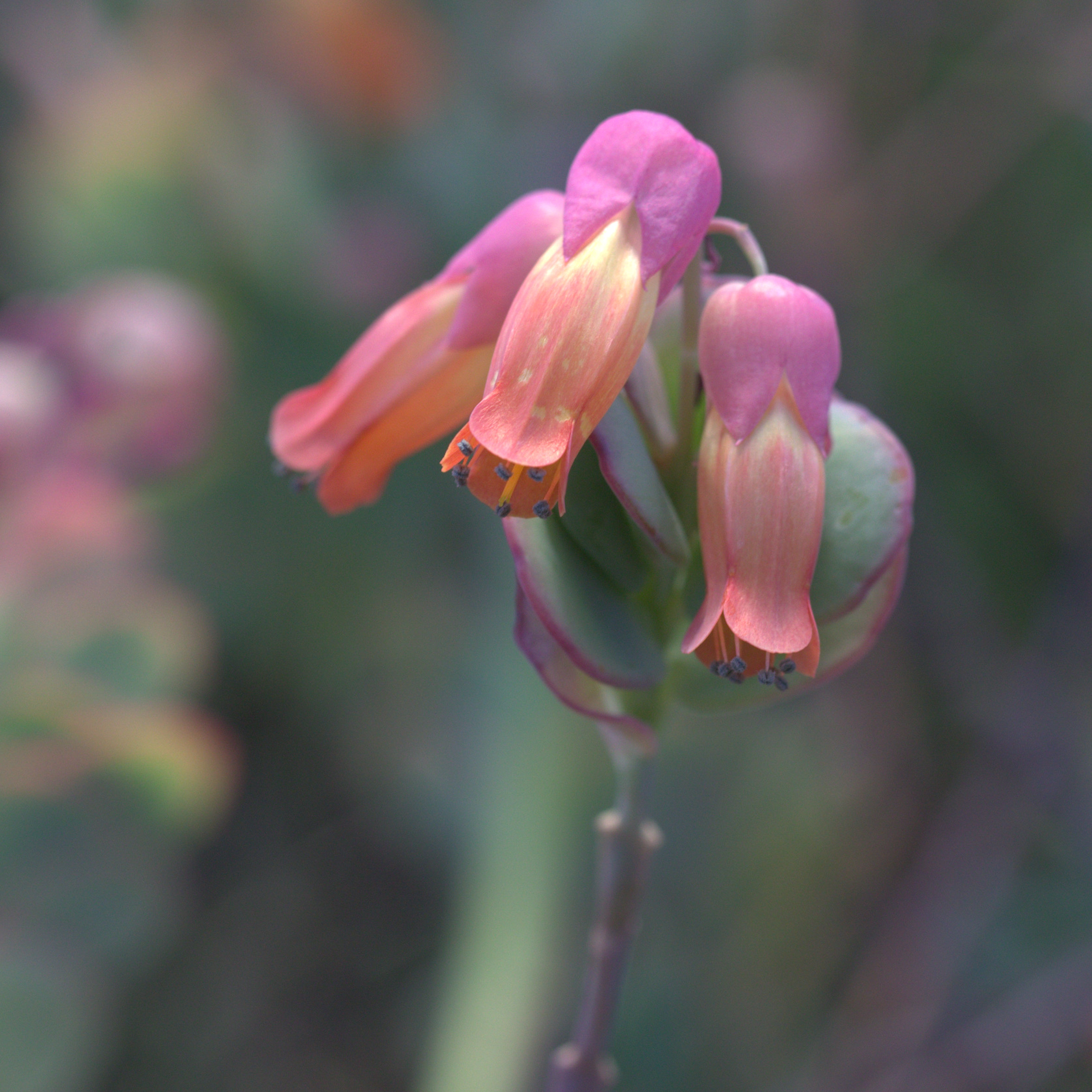
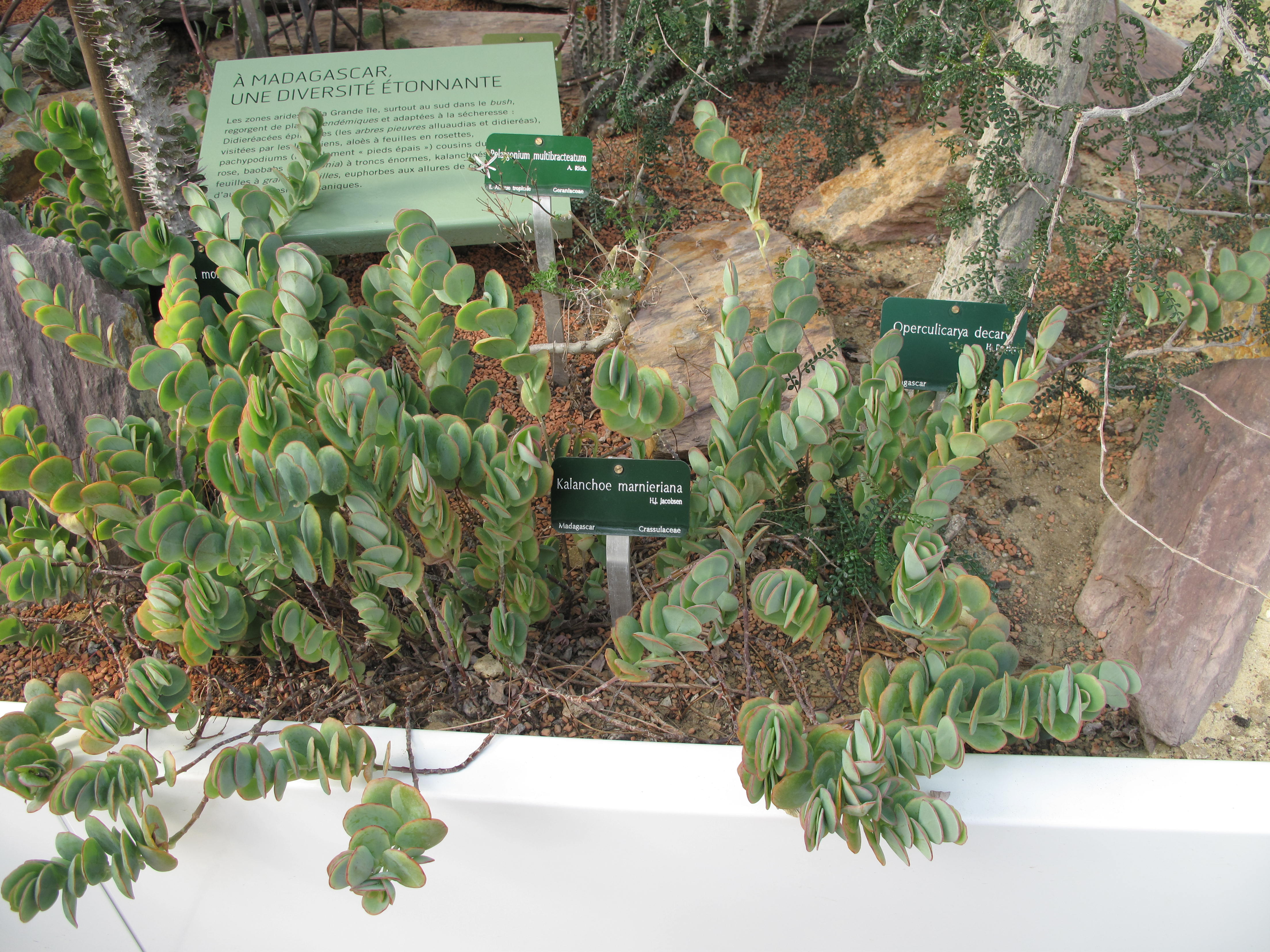
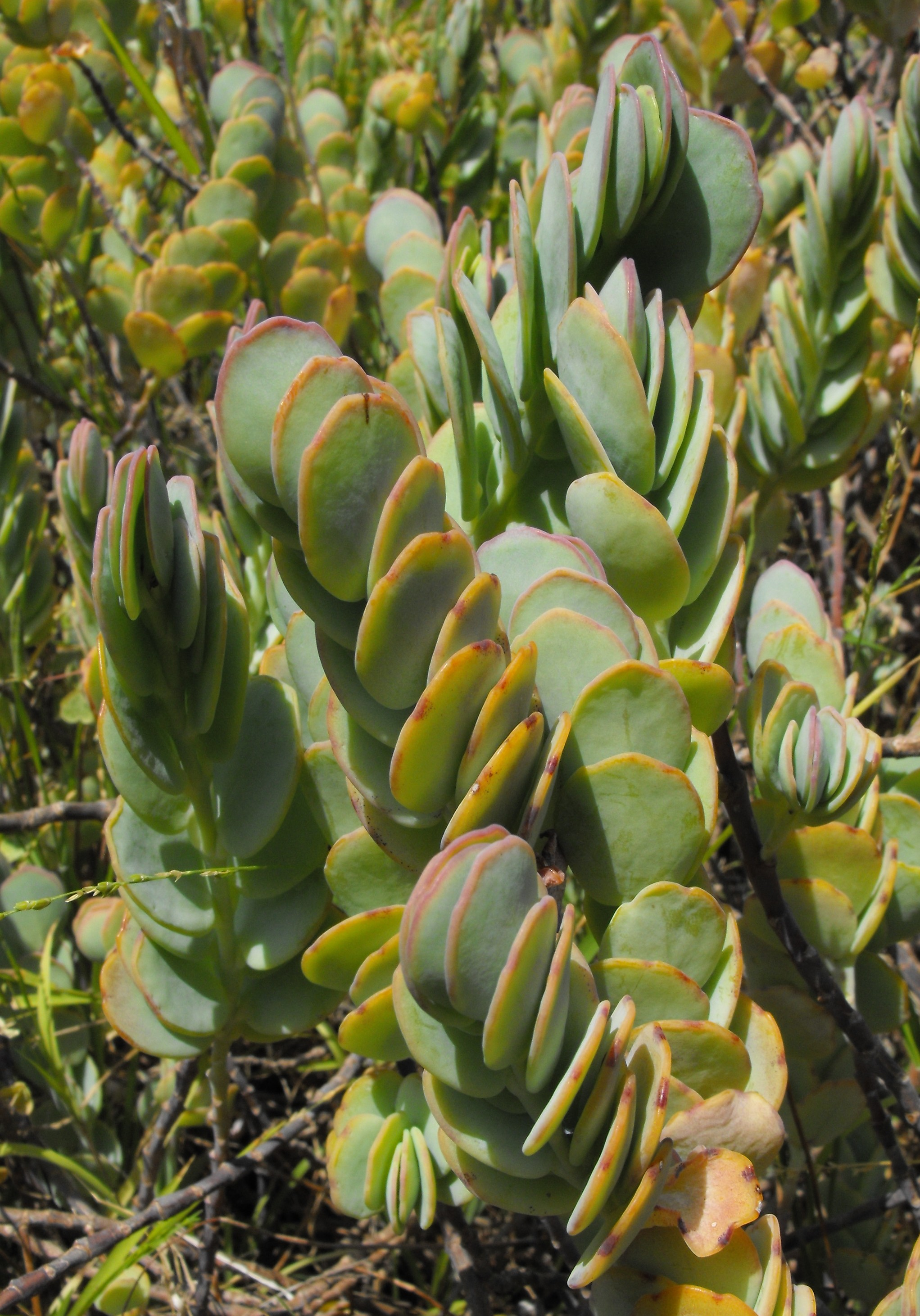